# Crommelin (Marskrater)
Der Krater Crommelin befindet sich im südwestlich  Teil der Arabia Terra Region des Mars. Er misst etwa 110 km im Durchmesser und wurde nach Andrew Crommelin benannt.